# Bricklin SV-1
O Bricklin SV-1 é um carro desportivo que foi construído em Saint John (Nova Brunswick, Canadá) desde 1974 até o final de 1975 para o mercado estadunidense. O nome "SV-1" significa Safety Vehicle 1.
A carroçaria do carro possui portas asa de gaivota e faróis escamoteáveis.
Em 1974 o motor do SV-1 era um gasolina V8 AMC 360 de 5,8 litros de cilindrada. As unidades fabricadas durante o ano 1975 tinham um motor V8 Ford 351 Windsor de 5,7 litros.
Este carro foi ideia de Malcolm Bricklin, um milionário estadunidense que em 1968 fundou a filial da Subaru (Subaru of America) nos Estados Unidos. As vendas ficaram muito aquém das expectativas, com apenas 2.854 carros produzidos antes de a empresa falir, devendo mais de US $ 23 milhões ao governo de New Brunswick.
Em 2012 estimava-se que ainda existiam mais de 1.700 unidades do Bricklin SV-1.

## Recepção
O Bricklin SV-1 de 1975 foi incluído pela revista Time na lista dos "50 piores carros de todos os tempos".